# Tân Lợi, Đồng Hỷ
Tân Lợi là một xã cũ thuộc huyện Đồng Hỷ, tỉnh Thái Nguyên, Việt Nam.

## Địa lý
Xã Tân Lợi nằm ở phía nam của huyện Đồng Hỷ, có vị trí địa lý:
- Phía đông giáp xã Hợp Tiến
- Phía tây giáp huyện Phú Bình và xã Nam Hòa
- Phía nam giáp huyện Phú Bình
- Phía bắc giáp thị trấn Trại Cau và xã Cây Thị.

Xã Tân Lợi có diện tích 21,09 km², dân số năm 2020 là 6.132 người, mật độ dân số đạt 291 người/km².
Tỉnh lộ 269 nối thành phố Thái Nguyên và tỉnh Bắc Giang chạy qua địa bàn xã. Tân Lợi là một trong những xã nằm trong vùng mỏ sắt Trại Cau. Ngoài ra, trên địa bàn xã có tuyến đường sắt Kép - Lưu Xá chạy qua.

## Lịch sử
Sau năm 1945, Tân Lợi là một xã thuộc huyện Đồng Hỷ.
Ngày 19 tháng 10 năm 1962, Hội đồng Chính phủ ban hành Quyết định 114-CP tách ba xóm Thái Thông, Đoàn Kết, Thác Ngạc của xã Tân Lợi để thành lập thị trấn Trại Cau trực thuộc thành phố Thái Nguyên.
Đến năm 2019, xã Tân Lợi được chia thành 10 xóm: Làng Chàng, Cầu Đá, Tân Lập, Cầu Lưu, Na Tiếm, Trại Đèo, Bảo Nang, Bờ Tấc, Đồng Lâm, Tân Thành.
Ngày 23 tháng 7 năm 2019, sáp nhập xóm Bờ Tấc vào xóm Trại Đèo và sáp nhập xóm Tân Lập vào xóm Đồng Lâm.
Năm 2024, sáp nhập toàn bộ 20,69 km² và 5.802 người của xã Tân Lợi vào thị trấn Trại Cau.

## Hành chính
Xã Tân Lợi được chia thành 8 xóm: Bảo Nang, Cầu Đá, Cầu Lưu, Đồng Lâm, Làng Chàng, Na Tiếm, Tân Thành, Trại Đèo.

## Di tích
Đình Bảo Nang nằm trong quần thể di tích đình - chùa Bảo Nang thuộc xóm Bảo Nang, xã Tân Lợi. Đình được xây dựng khoảng cuối thời Lê, đầu thời Nguyễn (khoảng cuối thế kỷ XVIII, đầu thế kỷ XIX) thờ vị anh hùng dân tộc Dương Tự Minh. Đến được công nhận là Di tích lịch sử văn hóa cấp tỉnh.